# Engel aus Eisen
Engel aus Eisen ist ein deutscher Spielfilm aus dem Jahre 1981. Es ist der Debütfilm des deutschen Dramatikers Thomas Brasch als Regisseur und Drehbuchautor. Im Zweiten Deutschen Fernsehen hatte der Film am 28. Juli 1983 seine Fernsehpremiere. Bei der Verleihung des Bayerischen Filmpreises 1981 an Brasch kam es zu einem Eklat.

## Handlung
Der Film erzählt die Geschichte des jugendlichen Chefs der Gladow-Bande Werner Gladow, der zur Zeit der Berliner Luftbrücke sein Unwesen mit einer Diebesbande in Berlin trieb. Berlin war zu dieser Zeit in einem Ausnahmezustand, so dass die Gladow-Bande weitestgehend ungestört ihre Raubzüge durchführen konnte.
Gladow hat durch den ehemaligen Henker Gustav Völpel Kontakte zur Polizei im Ostteil der Stadt und erhält dadurch lukrative Hinweise über mögliche Ziele seiner Diebestaten. Sobald Gladow mit seiner Bande die Grenzen der geteilten Stadt erreicht hat, ist er sicher vor der Polizei, da deren Kompetenzen an der Sektorengrenze enden. In den Trümmern des Nachkriegsberlins ist Gladow auf dem Wege zu einer Ausnahmestellung in der Berliner Unterwelt und gibt sich als Gangsterboss nebst dazugehörender Freundin Lisa Gabler. Sein wichtigster Partner Völpel kann dagegen durch diese Taten aus seiner kleinbürgerlichen Ehe und Bedrückung fliehen. Das Ende der Berlin-Blockade zerstört jedoch beider Traum. In geregelten Zeiten ist die Freiheit von Gladow und seiner Bande eingeschränkt. Schließlich wird er von einem Kameraden an die Polizei verraten, erschießt auf der Flucht den Chauffeur seines Fluchtwagens und wird in seinem Kellerversteck festgenommen.

## Hintergrund
Die Filmhandlung basiert zwar auf den Überlieferungen zur Gladow-Bande, auf tatsächlich Geschehenem. Brasch ist aber frei und kreativ damit umgegangen. Ihn interessierte vor allem, „inwieweit Kriminalität nicht ein Akt von politischer Befreiung ist; gar nicht als bewusster, sondern als instinktiver Vorgang.“ Er erläutert:

„Das wäre das, was ich als meine Aufgabe verstanden habe, zu beschreiben, und zwar von innen zu beschreiben und nicht als eine Wertung von außen. Es gibt im Grunde drei Formen dieses Widerstandes. Erstens: die Form, die der Gladow hat, der diese organisatorische Obsession hat, eine Gruppe zu bilden, zu organisieren und die Sache planbar zu machen. Zweitens: die sehr individuelle Glücksvorstellung, die der Völpel hat: Kriminalität als Mittel, sich ein glückseliges Leben auf irgendwelchen Inseln oder sonstwo zu verschaffen. Drittens die Kriminalität oder der Anarchismus der Frau, für mich der weitestgehende oder interessanteste.“

## Kritiken
„Erstlingsfilm mit beeindruckend dichten Szenerien, die den Geist jener Zeit widerspiegeln, und Hauptfiguren, in denen sich die Widersprüche und die Verstörung der Menschen nach dem Krieg besonders deutlich zeigen. Am Ende zu stilisiert, verliert der Film die Dramatik und das Tempo der authentischen Ausgangsfabel.“

## Auszeichnungen
Der Film lief im Wettbewerb „Erstlingswerk“ der Filmfestspiele von Cannes 1981, ging bei der Preisvergabe jedoch leer aus. Zudem war der Film Beitrag bei den Max-Ophüls-Filmpreis 1982.
Ilse Pagé erhielt 1981 für ihre Darstellung der Ehefrau Völpel den Deutschen Filmpreis in Gold.
Regisseur Thomas Brasch wurde 1981 beim Bayerischen Filmpreis mit dem 50.000 DM dotierten Preis für die Erstlingsregie ausgezeichnet, wobei es bei der Verleihung zu einem Eklat kam, weil Brasch sich bei der Filmhochschule der DDR für seine Ausbildung bedankte. Im Anschluss forderte die Bayerische Regierung den Dichter auf, sein Hotel in München selbst zu bezahlen.